# 賀来惟熊
賀来 惟熊（かく これたけ、1796年10月28日〈寛政8年9月28日〉 - 1880年〈明治13年〉2月25日）は、豊前国の殖産家。

## 人物
豊前国宇佐郡佐田村（現在の大分県宇佐市）に生まれた。実家は現在の宇佐市安心院町佐田地区の庄屋である宇佐賀来家であり、佐田は肥前国島原藩の知行地（飛び地）であった為に島原藩に仕える人物であった。
惟熊は賀来家の当主として庄屋を引き継ぐと林業の重要性を説き、佐田の村人たちに杉の苗を植えるように指導したと伝わる。
また豊後国日出藩の儒学者である帆足萬里に弟子入りして学問を学んでいたが、帆足から海防強化の必要性を示唆された惟熊は、大砲製造の重要性を認識、島原藩の許可を得て自身の四人の息子や従弟に当たる賀来飛霞などの協力を得て安心院町佐田神社の境内に日本初とも言える反射炉を完成させ、江戸末期に佐田の反射炉で島原藩から鉄製大砲や銅製大砲を受注して鋳造を行ったという。その賀来家秘伝の大砲鋳造技術は伯耆国鳥取藩にも伝わったとされる。
しかし惟熊は慶応2年（1866年）、長州征討などで日本国内の情勢が政情不安であったことなどから国内の争いに佐田の鋳造兵器が使われることを潔しとせず、この反射炉を取り壊してしまう決断を行ったために佐田の反射炉は現在、佐田神社に僅かな遺構が残るのみである。
惟熊は明治13年（1880年）2月25日に逝去したが、その佐田の反射炉製造など海防強化に尽くした功績を認められ、大正13年（1924年）に従五位が追贈された。
俳優の賀来千香子、賀来賢人は子孫にあたる。